# AZERTY
AZERTY è una variante della tastiera QWERTY, usata soprattutto nei paesi francofoni fra cui maggiormente Francia e Belgio.
Come la QWERTY, il layout AZERTY è spesso criticato per le sue carenze e la mancanza di usabilità, il che ha portato allo sviluppo di AZERTY estese e layout alternativi, come il BÉPO.

## Storia
Le prime prove di layout della tastiera furono effettuate con le segretarie nel 1865. Il layout QWERTY, brevettato nel 1873, è stato progettato appositamente per evitare i rischi di inceppamento delle prime macchine da scrivere meccaniche prodotte in gran numero dall'armeria Remington. Su queste prime macchine da scrivere, i gambi dei tasti adiacenti spesso si incastravano. Per limitare questo rischio, il layout della QWERTY è stato progettato in modo che le coppie di lettere contigue più frequenti nella lingua inglese corrispondano a "barre di scrittura" (i martelli che colpiscono la carta) il più distanti possibile. I tasti corrispondenti a queste coppie di lettere sono quindi molto distanziati sulla tastiera. Questa spaziatura consente una digitazione più rapida su una macchina da scrivere con barre che potrebbero incepparsi, ma rallenta la digitazione su un sistema senza questo vincolo (come erano le macchine da scrivere successive). 
Il layout AZERTY è apparso in Francia nell'ultimo decennio del XIX secolo come variante di alcune macchine da scrivere QWERTY americane. La sua origine esatta sembra essere sconosciuta agli "storici, pionieri e propagandisti" della macchina da scrivere. Dopo il 1907, il layout francese ZHJAY di Albert Navarre non trovò il suo pubblico: le segretarie erano già abituate a QWERTY e AZERTY.

Infine, nel 2019, AFNOR standardizzerà un nuovo layout AZERTY (insieme a una versione del layout BÉPO). Questo nuovo AZERTY si differenzia sostanzialmente dallo standard de facto. Offre una gamma più ampia di simboli e cerca di razionalizzare la loro posizione - in modo simile al rapporto Neuville - e di ottimizzare l'input, in base alle rispettive frequenze dei simboli. 

Schema di una tastiera AZERTY

## Cambiamenti rispetto alla versione QWERTY
- Sono state invertite le posizioni di A e Q.
- Sono state invertite le posizioni di W e Z.
- Il tasto M è stato spostato vicino al tasto L e quindi non si trova più vicino al tasto N.
- La maggior parte dei simboli non alfanumerici sono in posizioni completamente diverse.
- I numeri sono sugli stessi tasti della QWERTY ma per inserirli bisogna premere anche il tasto maiuscolo.

## AZERTY dalla norma AFNOR (2019)
Nel 2019, l'Associazione francese per la standardizzazione (AFNOR) pubblica lo standard NF Z71-300 che descrive un nuovo layout AZERTY. Ciò fa seguito a un suggerimento del governo francese (Delegazione generale per la lingua francese e le lingue della Francia), che stava considerando di rendere il futuro standard obbligatorio nei contratti della pubblica amministrazione. Lo standard descrive due layout per le tastiere da ufficio (105 o 72 tasti): una nuova variante di AZERTY e una versione del layout ergonomico BÉPO.  Specifica l'insieme dei caratteri supportati, la loro disposizione e i simboli che devono comparire sui tasti fisici. Riguarda quindi sia le tastiere fisiche che i loro driver software. Il nuovo layout AZERTY differisce sostanzialmente dallo standard de facto in Francia: mantiene grosso modo solo la disposizione delle 26 lettere latine di base. Gli altri caratteri sono stati collocati sulla tastiera da un algoritmo di ottimizzazione che tiene conto della facilità di accesso a ciascun tasto e della frequenza di ciascun carattere, cercando di raggruppare i caratteri che sono graficamente o tematicamente vicini. È stata l'ubiquità dell'AZERTY in Francia a motivare il mantenimento del suo layout di base, per garantire un certo grado di familiarità agli utenti e facilitare la transizione.
Esistono driver per Windows, Linux e Mac.